# Сергій (патрикій Лазики)
Сергій (*груз. სერგი д/н — бл. 718) — останній патрикій (правитель) Лазики близько 691—718 років.

## Життєпис
За різними версіями був сином патрикієм Барнука II або Лебарніка. Зайняв трон близько 691 року. Обставини цього також невідомі: за однією версією спадкував діду Григору; за іншою — повалив Григора та його сина-співцаря Барнука II.
Наприкінці 696 або напочатку 697 року повстав проти візантійського імператора Леонтія. Приводом стало успішне антивізантійське повстання Смбата VI Багратуні, ішхана Вірменії. В цей час в Константинополі загострилася боротьба за владу. Для протидії візантійцям уклав союз з Арабським халіфатом, визнавши його зверхність.
Достеменно відомо, що арабські загони залишалися в Лазиці до 711 року. Десь з 705 року вимушен був протистояти Смбату VI Багратуні, що перейшов на бік Візантії. Водночас Сергій допоміг арабам встановити зверхність над Абазгією. 
Припускають, що після поразки арабів під Константинополем 718 року імператор Лев III повалив Сергія, приєднавши Лазику до візантійських володінь.